# 峯岸義秋
峯岸 義秋（みねぎし よしあき、1907年1月30日 - 1978年6月19日）は、日本の国文学者、東北大学名誉教授。
宮城県仙台市もしくは群馬県出身。1938年第二高等学校教授、1949年東北大学助教授。1952年より東北大学教養部教授を務めた。1955年文学博士を取得。その後、山形女子短期大学教授を務めた。1977年勲二等瑞宝章受章。

## 著書
- 国文学の批評的研究 山海堂出版部 1932
- 歌論史概説 春陽堂 1933
- 最新研究作文の講義 山海堂出版部 1940
- 平安時代前期文学史 楽浪書院 1940 (日本全書)
- 国語学習法 研究社 1941 (研究社学生文庫)
- 新釈万葉佳調 三省堂 1943
- 高等學校現代文の研究 三省堂 1950
- 実力完成現代要語の知識 三省堂出版 1951 (三省堂の受験全書)
- 歌合の研究 三省堂出版 1954
- 大学受験国語一日一課 評論社 1956
- 平安時代和歌文学の研究 桜楓社 1965 (国語国文学研究叢書)

## 共編著
- 日本文学概論 / 新屋敷幸繁共著 大明堂 1932
- 文検中等教員・高等教員国語科独学受験法 大明堂書店 1933
- 国語教育と国文学研究 / 新屋敷幸繁共著 楽浪書院 1933
- 和歌の世界 その周辺と展開 扇畑忠雄、北住敏夫共編 桜楓社 1967
- 新受験国語問題集 三省堂出版 1956
- 新受験漢文問題集 佐川修共編 三省堂出版 1956

## 校註
- 六百番歌合 六百番陳状 1936.5 (岩波文庫)
- 歌合集 岩波文庫 1938
- 口訳 万葉集 上中 山海堂出版部 1943-1944
- 歌合集 朝日新聞社 1947 (日本古典全書)
- 歌論歌合集 桜楓社出版 1959
- 書陵部蔵躬恒集 凡河内躬恒 片野達郎、渋谷孝と校訂 文理図書出版社 1961